# The Enigma of Life
Albums de Sirenia
The 13th Floor
(2009) Perils of the Deep Blue
(2013)
The Enigma of Life est le cinquième album du groupe norvégien de metal symphonique Sirenia publié le 21 janvier 2011 par Nuclear Blast.

## Liste des chansons
Toute la musique est composée par Morten Veland.
| No  | Titre                     | Durée |
| --- | ------------------------- | ----- |
| 1.  | The End Of It All         | 4:31  |
| 2.  | Fallen Angel              | 3:59  |
| 3.  | All My Dreams             | 4:42  |
| 4.  | This Darkness             | 4:00  |
| 5.  | The Twilight in Your Eyes | 4:00  |
| 6.  | Winter Land               | 3:55  |
| 7.  | A Seaside Serenade        | 5:53  |
| 8.  | Darkened Days to Come     | 4:22  |
| 9.  | Coming Down               | 4:38  |
| 10. | This Lonely Lake          | 3:33  |
| 11. | Fading Star               | 4:46  |
| 12. | The Enigma of Life        | 6:14  |